# Come On Eileen
Come On Eileen è un singolo del gruppo musicale britannico Dexys Midnight Runners, pubblicato nel 1982 ed estratto dall'album Too-Rye-Ay.
La canzone è stata scritta da Kevin Rowland, Jim Paterson e Billy Adams e ha come intro un assolo di violino che esegue la ballata folk Believe Me, If All Those Endearing Young Charms di Thomas Moore.

## Il successo
Il brano raggiunse per quattro settimane il primo posto della classifica britannica e fu il singolo più venduto del 1982. In seguito, conquistò la vetta anche della statunitense Billboard Hot 100, impedendo a Michael Jackson di piazzare consecutivamente al numero uno Billie Jean e Beat It nell'aprile del 1983. I Dexys Midnight Runners sono considerati un esempio di one hit wonder negli Stati Uniti, ma non nel Regno Unito, dove il gruppo aveva già scalato le classifiche con il singolo Geno nel 1980.

## Video musicale
Il video musicale è stato diretto da Julien Temple e girato nel sobborgo di Kennington, nella periferia sud di Londra. La protagonista femminile è interpretata da Máire Fahey, sorella minore della cantante delle Bananarama e delle Shakespears Sister, Siobhan Fahey.

## Riconoscimenti
Ha vinto un BRIT Award nell'ambito dei BRIT Awards 1983 nella categoria "Miglior singolo britannico". In un sondaggio di Channel 4 è stata collocata alla posizione 38 dei 100 più grandi singoli al numero uno di tutti i tempi. Il canale musicale VH1 ha invece posizionato la canzone al terzo posto dei 100 Greatest One-Hit Wonders e al primo dei 100 Greatest One-Hit Wonders of the 80's.

## Tracce
7"
1. Come On Eileen
2. Dubious

## Classifiche

### Classifiche settimanali
| Classifica (1982/83)          | Posizione massima |
| ----------------------------- | ----------------- |
| Australia                     | 1                 |
| Austria                       | 9                 |
| Belgio (Fiandre)              | 1                 |
| Canada                        | 2                 |
| Francia                       | 5                 |
| Germania                      | 6                 |
| Irlanda                       | 1                 |
| Nuova Zelanda                 | 1                 |
| Paesi Bassi                   | 7                 |
| Regno Unito                   | 1                 |
| Stati Uniti                   | 1                 |
| Stati Uniti (mainstream rock) | 6                 |
| Sudafrica                     | 1                 |
| Svizzera                      | 1                 |

### Classifiche di fine anno
| Classifica (1982) | Posizione |
| ----------------- | --------- |
| Australia         | 12        |
| Belgio (Fiandre)  | 8         |
| Nuova Zelanda     | 5         |
| Regno Unito       | 1         |
| Classifica (1983) | Posizione |
| Stati Uniti       | 13        |

### Classifiche di fine decennio
| Classifica (1980-89) | Posizione |
| -------------------- | --------- |
| Regno Unito          | 10        |